# Maria Chiara de Bourbon des Deux-Siciles
La princesse Maria Chiara de Bourbon des Deux-Siciles (en italien : Maria Chiara di Borbone delle Due Sicilie), duchesse de Noto, née le 1er janvier 2005 à Rome, est la fille cadette du prince Charles de Bourbon des Deux-Siciles et de la princesse, née Camilla Crociani.

## Biographie

### Famille
La princesse Maria Chiara est née le 1er janvier 2005 à Rome, en Italie. Elle a été baptisée en Sardaigne. Ses parrains et marraines sont la princesse Marie-Christine de Kent, la princesse Victoria Windisch-Graetz, le prince Augusto Ruffo di Calabria et Sergio Mantegazza. La princesse Maria Chiara a une grande sœur, la princesse Maria Carolina, née en 2003. Maria Carolina et Maria Chiara vivent à Monaco avec leur famille.

### Apparitions publiques
Maria Chiara de Bourbon des Deux-Siciles et sa sœur sont apparues officiellement en public pour la première fois au baptême du prince Vincent et de la princesse Josephine de Danemark en 2011. Leur père, Charles, est l'un des six parrains de la princesse Joséphine.
La deuxième apparition publique de Maria Chiara de Bourbon des Deux-Siciles a eu lieu lors de la cérémonie du Planet Solar Ship Return, qui s’est déroulée à Monaco le 25 mai 2012. La princesse Maria Carolina était également présente.
En janvier 2014, les princesses Maria Chiara et Maria Carolina ont pris part à la cérémonie de béatification de la reine Marie-Christine, qui s'est déroulée en la basilique Santa Chiara de Naples, Italie.
Au mois de mai 2014, Maria Chiara et Maria Carolina de Bourbon des Deux-Siciles ont reçu le sacrement de la communion avec les princes Nicolas et Aymeric de Belgique, qui a eu lieu à Bonlez, Belgique.
La princesse Maria Carolina a été nommée ambassadrice du projet « Passion Sea » depuis novembre 2015, qui s'occupe de la sauvegarde des océans. En mars 2016, elle a participé à la marche pour la paix à New York, un projet lancé par la Un women for peace association qui lutte pour la défense des femmes victimes de violences.
Le 14 mai 2016, durant le deuxième pèlerinage international de l'Ordre sacré et militaire constantinien de Saint-Georges, a eu lieu la cérémonie solennelle célébrée par le cardinal Renato Martino face à l’autel de la patrie dans la basilique Saint-Pierre. Durant la cérémonie solennelle, les princesses Maria Chiara Maria Carolina ont reçu le sacrement de la confirmation en présence de centaines de Dames et de chevaliers de l'Ordre constantinien.
Les princesses Maria Chiara et Maria Carolina ont été choisies comme ambassadrices pour le projet Passion Sea jusqu’en novembre 2015.

### Débuts au cinéma
En 2014, Maria Chiara de Bourbon des Deux-Siciles est apparue dans le film Grace de Monaco, où elle et sa sœur ont joué un petit rôle avec l’actrice Nicole Kidman.

## Titulature et décorations

### Titulature
- 1er janvier 2005 - 25 décembre 2013 : Son Altesse Royale la princesse Maria Chiara de Bourbon des Deux-Siciles ;
- 25 décembre 2013 - 24 septembre 2017 : Son Altesse Royale la princesse Maria Chiara de Bourbon des Deux-Siciles, duchesse de Capri[6] ;
- depuis le 24 septembre 2017 : Son Altesse Royale la princesse Maria Chiara de Bourbon des Deux-Siciles, duchesse de Capri et de Noto[7]

### Décorations
- Chevalier de l'illustre ordre royal de Saint-Janvier (maison de Bourbon-Siciles, 1er janvier 2023)[8]
- Dame grand-croix de justice de l'ordre sacré et militaire constantinien de Saint-Georges (maison de Bourbon-Siciles, 8 novembre 2018)[9]
- Médaille d'or de la Croix-rouge italienne (Italie, 2018)[8]
- Médaille de la reconnaissance de la Croix-rouge monégasque (Monaco, 2018)[8]

## Autres sources
- Paris-Match (2022),
- Marie-Claire (it) (2022),
- Daily Lail (2022),
- Paris Match (2016)